# 做工的人
《做工的人》是台灣的工地工程師兼作家林立青撰寫的散文集，作者以十餘年來自身擔任監工之經驗，記錄自己在工地的所見所聞，寫成27篇各自獨立的文章並集結成冊。作品在2016年成書，2017年2月10日由寶瓶文化出版，取得了優異的銷售成績，至2018年8月時已達40刷，銷量超過五萬本。大慕影藝在2017年著手將其改編為同名電視劇集《做工的人》，由林昱伶製作，鄭芬芬執導，在2020年5月10日首播。2019年，《做工的人》改編為桌上遊戲。

## 原著

### 創作與出版
林立青本名林亞靖，出生於1985年，從小跟著母親在景美市場擺攤，販售佛教相關的飾品或經文。自五年專科學校畢業後，林立青進入東南科技大學土木系就讀，求學期間得知工程現場因為環境不佳而長期缺人，認為很容易找到工作，於是畢業後就去營造所應徵，並很快地成為基層監工。在工作之餘，林立青喜愛閱讀，金庸、劉墉的作品、少女漫畫和俄國文學都在他的涉獵範圍內，林立青也喜歡寫作，內容多是工人的故事，也有外籍配偶、檳榔西施等族群的故事。
2016年10月，林立青的母親住院開刀，林立青在陪伴母親的期間看到網路上有許多對「八嘎囧」的批評，由於與自己的認知大不相同，便在網路上發表自己的心得。文章發布後，他原以為會受到嘲諷，但卻引起好評，在第二篇文章刊出後，出版社總編輯便聯絡他洽談出版事宜。之後，林立青整理過去撰寫的文章，花兩個月時間寫出《做工的人》全書內容。
《做工的人》由寶瓶文化出版，書中照片由賴小路攝影，封面由林慧雯設計。賴小路認為林立青對工地的觀察直接而體貼，就如同德國攝影家奧古斯特·桑德的作品給自己的感覺，因此《做工的人》書中許多照片也參考了桑德的拍攝手法。
面對網路上許多嘲諷工人的言論，林立青認為在網路上筆戰沒有太大的意義，必須寫出有深度、有內容的文章。他認為自己書寫的初衷不是試圖顛覆階級，而是忠實呈現勞工的生活，藉此反映出階級差異，讓社會大眾看見勞工的處境並共同思考，他也希望有更多以勞工為主角的作品出現，讓工人的形象不只是出現在提神飲料的廣告中，而是能在詩歌、電影和戲劇中登場。林立青相信好的作品會被留存下來，而人們有一天終究會重新認識勞動者的價值，並給予他們應有的尊重。
2018年4月1日，《做工的人》由中國工人出版社在中國大陸出版簡體中文版。

### 書籍內容
《做工的人》正文前有作家房慧真及社會運動工作者顧玉玲撰寫的推薦序，在序中，房慧貞表示書中的故事都是沉甸甸的生命，被作者這一雙寬厚的手承接在掌心之中:9。顧玉玲則指出這部作品記錄了當代營造工人的實作現場，不但擴展台灣文學的向度，更折射出階級文化的厚度。:17
全書正文分為三個章節，共收錄了27篇文章，紀錄工地百態。第一篇文章就是最初在網路上引發討論的〈工地「八嘎囧」世代〉:24，之後的各篇文章中則收錄了工地外勞:46、女性勞工:62、性工作者:201、檳榔西施:214、工地拾荒者:254等族群，也記載了被警察開罰單:91、買樂透彩:132、種族歧視:172等事蹟。作為第一代基督徒，林立青的文章中也傳達出部分基督教思想，林立青認為耶穌一直與底層的人站在一起，也曾是「做工的人」。在跋中，林立青坦言自己即使已經更改了故事裡的人名、地點或季節，還是會不經意地影射到真實世界中的某人，他表示如果書中人名和場景有所雷同，請哀矜而勿喜:284。此外，林立青指出「做工的人」通常只是用來自稱，外人若以此稱呼在工地現場的工作者是十分不禮貌的，應該稱「師傅」以示尊重。

### 迴響

#### 對作者的影響
《做工的人》至2018年8月時已超過40刷，銷量超過五萬冊，林立青表示這些版稅多到可以讓自己一整年不用工作，不過他也沒有因此而不工作，且不時被邀請參加演講或座談。2018年2月，林立青被誠品書店選為「台灣年度最期待作家」以及「書店職人最想賣」兩項大獎，並在台北國際書展中受獎。寶瓶文化社長朱亞君在領獎時表示，當蔡英文總統逛書展並在寶瓶的攤位停留時，自己推薦給蔡英文的就是《做工的人》。2018年3月，該書被臺北市立圖書館選為當月「每月一書講座推薦圖書」，並邀請林立青演講。林立青也在同月前往曼谷國際書展，和當地的讀者及作家分享自己的創作。對於一些評論認為林立青只從工人角度書寫的方式可能會將工人美化，林立青坦言自己的書寫確實是非常主觀的，並表示只有真實的主觀感受才能引導出其他人的真實感受。
林立青表示，過往自己的同事得知自己在寫作後，往往會認為這是在浪費時間，並勸他把心力用來交女友。但在《做工的人》出版後，這些人反而向他抗議為何沒有把自己寫進書中，或是猜測書中角色的真實身分為何。林立青更表示，自己不時會遇到卡車司機、原住民工人或性工作者等不同族群的人，向他傳述各種各樣真假難辨的故事，希望他能夠將其寫進書裡。林立青認為儘管自己難以查證這些故事的真偽，但只要包裝成文學，就能夠包容這些感受。

#### 評價
《做工的人》獲得的評價褒貶不一。專欄作家萬金油表示，《做工的人》之所以成功是因為作者長期處於工人的環境中，以工人的身分書寫工人的故事，因此很容易觸發讀者的感動，却難以有進一步的啟發或昇華，因此提出「《做工的人》要把讀者的感動帶向何方？」之問。評論家黃湯姆認為這個問題比起在問作者，更像是希望讀者自省，希望閱讀該書後留下的可以不只是感動，而是能走得比作者更遠。
香港社會運動人士鍾耀華認為作者的文筆不假雕琢、平實真切，值得推薦，不過他也指出由於工人的故事鮮少透過文字傳播，因此當有一本書記錄了一些工人的生命片段時，也不能不更加謹慎地判斷其內容。苦勞網特約記者張宗坤也認為，這部作品拓展了讀者對台灣勞工處境的整體認知，不過不應該將書中營造業工人的經驗，置換成台灣全體勞工的經驗。張宗坤還以勞工運動的角度切入，認為雖然《做工的人》當中不少文章的結尾往往會將工人飽滿的動能略顯生硬地以悲憫與無奈作結，但也不是沒有闡述如何透過團結物質和人力來逐步探索改變惡劣環境的可能。張宗坤指出，服務業的基層勞工身處資本主義社會時日漸無產階級化的處境也在一次次的抗爭中越來越被大眾看見，而營建業勞工與服務業勞工所受到的剝削及對抗的資方並沒有功能與性質上的不同，當這樣的共同處境將兩個同為勞工的族群連繫在一起時，應該將這樣的同情轉化為積極參與工會、發起變革的集體政治動能。不過張宗坤認為將工人文學與工人運動做連結並不是作者的義務，同時也指出評論家與勞工之間，無論在承繼的社會關係或物質基礎上都有著明顯的距離，雙方應該繼續透過文字溝通，共同面對資本主義社會的困境。
評論家生鮮時書指出《做工的人》闡述了工人族群在階級社會的夾縫中求生的樣態，就如同黑天鵝一樣闖入主流文化的同溫層之中，應該對生活圈之外的人抱持開放的態度和同理心，才能更貼近世界的真實樣貌。評論家祁立峰認為這些勞動者在工地現場的真實生態，是再怎麼熟讀《資本論》的文藝青年都難以在一個個社會學術語之中體驗到的。他認為這本著作之所以暢銷，或許就是某些讀者希望藉由閱讀他人的故事來體會不同的人生，這種行為可以追溯模仿商人的漢靈帝，而霸道總裁文之所以盛行也是類似的道理，這些現象同樣都展現出了人對於旁觀他人人生的喜好。
在一場由台灣人權促進會籌辦的讀書會中，參與的部分讀者也批評書中多憑作者的印象而非訪談，缺乏對單一人物或單一事件的深度描寫，也沒有挖掘問題背後的核心，但也肯定作品對營造業工地從業者及其周邊相關人士的形象做到某種程度的去刻板化。而有評論認為，儘管該書有些爭議，但書中平凡樸素的故事確實展現了美麗與偉大。
另有評論認為指出，做工的人是ethno-pornagraphy，是以宣稱真實的底層獵奇的（exotic）生活事蹟搏眼球，滿足中產階級對陌生他者的窺伺欲，並沒有除去大眾對工人的偏見，反而以幽微的知識形式，強化對工人的刻板印象與支配。

## 電視劇
2017年，大慕影藝著手將《做工的人》改編為電視劇集，這是大慕影藝繼《我們與惡的距離》後的大型作品，並與凱擘影藝、台灣大哥大及華研國際音樂聯合出品。該劇由林昱伶擔任製作人及出品人，鄭芬芬執導、林君陽攝影，李銘順、柯叔元、游安順、苗可麗、薛仕凌和曾珮瑜主演。歷經兩年的改編、籌備與拍攝後，於2019年4月22日殺青，並於次日召開殺青暨卡司發布記者會。全劇共六集，自2020年5月10日起播出。

## 桌上遊戲
《做工的人》桌遊，由電視劇改編而成。（2019年，桌遊出版團隊「迷走工作坊」與華研國際音樂、大慕影藝共同合作開發）

## 註解
1. ↑  出自八家將的台語諧音，因為部分八家將等陣頭遭黑道組織影響，成員常在廟會之餘從事非法行為，詞意便衍生出「流氓」、「黑道份子」、「社會亂源」等貶意連結。